# Clan dei marsigliesi
Il clan dei marsigliesi (conosciuta anche come banda delle tre B) era un'organizzazione criminale di stampo mafioso nata a Roma nel 1973 e operante tra Francia e Italia durante la prima metà degli anni settanta.
Attraverso il traffico degli stupefacenti e una serie di redditizi sequestri di persona, il gruppo divenne un'autentica industria del crimine, il primo capace di esercitare un certo controllo sul territorio, facendo fare un notevole salto di qualità alla piccola delinquenza di borgata romana.

## Storia

### Le origini
La storia della malavita romana, fino alla fine degli anni sessanta, racconta di una realtà fatta ancora di piccoli traffici d'usura, contrabbando di sigarette, prostituzione, gioco d'azzardo e di qualche rapina. Una situazione alquanto frastagliata, una mala disorganizzata, fatta di piccoli capi malavitosi di borgata che si accontentavano di governare il loro piccolo regno e che risolvevano i contrasti e le questioni d'onore a suon di coltellate (zaccagnate), più che con le armi da fuoco.
In questo panorama, agli inizi degli anni settanta, si registrò nella capitale l'arrivo di alcuni pregiudicati francesi, fuggiti dalle patrie galere con l'obiettivo di trovare una propria dimensione criminale lontano dalla Francia, ormai satura di boss di fama indiscussa che controllavano il territorio.
Trasferitisi a Roma dal Nord Italia e provenienti in gran parte dal cosiddetto milieu marsigliese, il cartello criminale francese meglio conosciuto come "French Connection" che, proprio in quegli anni, era da considerarsi tra le più spregiudicate mafie europee dedite all'intermediazione nel traffico di sigarette e, soprattutto, degli stupefacenti, facendo da ponte tra la Turchia e l'occidente.
Gangster già noti all'opinione pubblica e alla polizia per una spettacolare rapina messa a segno il 15 aprile del 1964 nella centralissima via Monte Napoleone di Milano quando, otto banditi marsigliesi guidati da Jo le Maire, detto il sindaco (ma che in realtà si chiamava Giuseppe Rossi) e dotati di mitra e pistole, irrompono a volto coperto in una gioielleria e ne escono poco dopo con denaro e preziosi per un bottino di duecento milioni di lire. Arrestati appena otto giorni dopo il fatto, vennero tutti processati e condannati a scontare pene comprese complessivamente fra i tre e i nove anni di reclusione.

### 1973: le tre B
Tra gli uomini d'oro (come vennero battezzati dalla stampa di allora) di via Montenapoleone c'era anche un malavitoso italo-francese specializzato in rapine e furti di vario genere e pluri-evaso da diversi istituti di pena: Albert Bergamelli.
Dopo l'ultimo arresto subito a Torino nel 1972, Bergamelli riesce di nuovo a far perdere le sue tracce e, nel 1973, si trasferisce a Roma dove, attraverso l'intermediazione del suo amico Jo le Maire, che ha da poco aperto un'attività di copertura come rappresentante di una marca di whisky, venne introdotto ai più noti criminali della città come Mariano Castellani, Paolo Provenzano, Laudavino De Sanctis (detto Lallo lo zoppo) e il futuro boss della Magliana Danilo Abbruciati. In particolare, però, Bergamelli strinse subito amicizia con altri due marsigliesi: Maffeo "Lino" Bellicini e Jacques Berenguer.
Bresciano d'origine e bandito di fama europea, Bellicini aveva vissuto l'adolescenza in Francia facendo apprendistato criminale nel clan di Jean Claude Vella, dedito allo spaccio di droga e allo sfruttamento della prostituzione. Quando però la sua banda ebbe la peggio nella guerra per il controllo del territorio con i fratelli Zemmour, Bellicini decise di trasferirsi in Svizzera dove realizzò una serie di colpi milionari prima di spostarsi in Portogallo dove fu arrestato e rinchiuso in carcere per una rapina. Riuscito a evadere, decise infine di trasferirsi in Italia, a Roma.
Jacques René Berenguer era arrivato a Roma già nel 1971 ma, l'anno dopo è costretto alla fuga perché accusato dell'omicidio di una prostituta. Arrestato a Genova, nel 1973 inscenò una protesta di 96 ore sul tetto del carcere per sollecitare la concessione della libertà provvisoria. Liberato, in quello stesso anno si trasferisce a Roma dove arriva già con la notorietà di un grande malavitoso.
Arruolando alcuni tra gli elementi più spregiudicati della malavita locale, i tre misero in piedi una batteria altamente efficiente, conosciuta come la banda delle tre B (dalle iniziali dei cognomi dei tre boss) e, più tardi, come il Clan dei marsigliesi, che determinò progressivamente un deciso cambiamento dei rapporti di forze all'interno della piccola e frammentata delinquenza di borgata romana imponendo, per gli anni a seguire, la sua legge nella capitale.
Criminali esperti, gente dura e sfrontata, la banda si dedicò inizialmente alle rapine, allo sfruttamento della prostituzione, alla gestione delle bische clandestine e soprattutto al traffico di stupefacenti, ben decisa a impiantare, su un terreno così vergine e fecondo, il colossale giro della droga liberandosi come prima cosa dei vecchi boss che proprio di spaccio non volevano sentir parlare: Sergio Maccarelli (detto er maccarello), Carlo Faiella, Ettore Tabarrani, Umberto Cappellari.

### 1975: i sequestri
Il primo colpo dei Marsigliesi ad avere grande risonanza avvenne il 22 febbraio del 1975, quando la banda si rese responsabile di un crimine che scosse l'opinione pubblica del tempo. Durante una rapina all'interno dell'ufficio postale di Piazza dei Caprettari a Roma venne ucciso l'agente Giuseppe Marchisella, e quello che avrebbe dovuto essere un colpo miliardario si risolse invece con un magro bottino di sole 400.000 lire e un morto ammazzato. Pochi giorni dopo, la giovane fidanzata del poliziotto si tolse la vita. Ma prima della fidanzata di Marchisella a morire era stato Claudio Tigani, detto "Topolino", ucciso con un colpo alla testa il 24 febbraio 1975 e l'auto data alle fiamme, reo di aver preteso dai boss più di quanto gli spettasse a seguito della rapina.
La rapina in piazza dei Caprettari fece da spartiacque per il Clan. Stanchi di rischiare tanto per ottenere poco, i Marsigliesi decisero di dedicarsi alla più redditizia industria dei sequestri. Appena un anno prima c'era stato il sequestro Lucchini - a opera di un'altra banda - che aveva fruttato ingenti somme. Il Clan decise così di cambiare rotta.
Con l'inizio della stagione dei sequestri di persona la banda fece il suo definitivo salto di qualità. Solo fra il 1975 e il 1976 ne portarono a termine ben cinque, come quello del gioielliere Giovanni Bulgari. La sera del 13 marzo 1975, nel traffico di auto in corso Italia a Roma, tre uomini armati scendono da una 'Giulia' e invitano l'autista della Fiat 132 che li precede a scendere e, dopo avere preso posto in macchina, invertono il senso di marcia e spariscono assieme all'altro passeggero: Gianni Bulgari, erede di una delle più famose gioiellerie del mondo. Dopo un mese di prigionia, il 14 aprile, sarà rilasciato dietro il pagamento di un riscatto miliardario.
L'ingegner Amedeo Ortolani, figlio del finanziere Umberto e presidente della Voxson, venne sequestrato il 10 giugno del 1975 da un commando travestito da agenti delle forze dell'ordine. Rilasciato dopo 11 giorni di prigionia, la sua famiglia sarà costretta a pagare un riscatto di 800 milioni di lire.
Nell'ottobre del 1975 fu la volta del re del caffè Alfredo Danesi, sequestrato sotto la sua casa romana di Monte Mario, la prigionia atroce di venti giorni in un bugigattolo due metri per due incatenato e imbavagliato, fino alla brillante operazione condotta dalla magistratura e dalle forze dell'ordine che riuscì a trarlo in salvo.

### 1976: gli arresti
L'ascesa dei Marsigliesi raggiunse i massimi livelli proprio con la stagione dei sequestri di persona che fruttarono alla banda, oltre che un discreto bottino (all'incirca 4 miliardi in totale), anche un'elevata reputazione negli ambienti della criminalità organizzata romana incutendo timore agli oppositori e a chi avesse voluto intromettersi negli affari della banda.
Una bella vita fatta di donne, cocaina, macchine di lusso e appartamenti nei quartieri più ricchi che venne però interrotta quando una serie di arresti, da parte delle forze dell'ordine, decimarono il clan, creando a Roma un vuoto di potere inaspettato. L'inchiesta portata avanti dal magistrato romano Vittorio Occorsio individuò un collegamento criminale fra la massoneria deviata, il neofascismo romano, i servizi segreti e la banda dei marsigliesi.
Albert Bergamelli, assieme a Lucas Bezian, venne arrestato il 29 marzo del 1976 in un residence sulla via Aurelia a Roma, rintracciato seguendo i movimenti di una donna, Antonella Rossi, che proprio per la sua banda curava la logistica dei rifugi. Due giorni dopo venne arrestato anche il suo avvocato, Gianantonio Minghelli, reo di aver riciclato somme di denaro provenienti dalle casse del clan.
Maffeo Bellicini fu anch'egli arrestato e poi, nell'agosto del 1976, riuscì a evadere dal carcere di Lecce assieme all'ex bandito sardo Graziano Mesina e ai due brigatisti Martino Zicchitella e Pietro Sofia, appartenenti ai Nuclei Armati Proletari. Gli agenti lo riacciuffarono però solo due mesi dopo, in un ristorante di Roma.
Jacques Berenguer riuscì a fuggire a New York dove venne poi arrestato nel 1980 ed estradato in Italia.

### 1981: la fine
Con gli arresti dei principali boss iniziò la stagione dei processi istruiti grazie anche alle inchieste di Vittorio Occorsio.
Nel processo per i cinque sequestri di persona, compiuti dalla banda a Roma nel biennio 1975-1976, il 28 settembre del 1979 la Corte d'assise di Roma, espresse una sentenza di condanna per tutti i 15 imputati, tra i quali Bergamelli, Berenguer e Bellicini. Tra gli assolti ci furono invece l'avvocato Minghelli (già difensore di Bergamelli), il boss milanese Francis Turatello e Danilo Abbruciati, non ancora coinvolto, a quel tempo, nel progetto criminale della banda della Magliana.
Nel gennaio del 1981, alla vigilia del secondo processo contro la banda per la rapina di piazza dei Caprettari, uno dei complici (Giacomo Palermo) e la sua convivente (Angela Piazza), che avevano deciso di testimoniare accusando gli altri rapinatori, vennero sequestrati e portati in una villa a Lavinio. Li vennero poi costretti a scrivere una falsa «ritrattazione» che verrà poi recapitata al tribunale, e infine vennero barbaramente trucidati.
Il 25 febbraio del 1981 il processo arrivò al termine. Ai cinque imputati Albert Bergamelli, Jacques Berenguer, Angelo Amici e Laudovino De Sanctis, che nel processo di primo grado erano stati assolti per insufficienza di prove, venne invece inflitta la condanna alla pena dell'ergastolo. Su De Sanctis, nel 2020, è uscito il romanzo di Aurelio Picca Il più grande criminale di Roma è stato amico mio (Bompiani).
Albert Bergamelli, tradotto nel carcere di Marino del Tronto in provincia di Ascoli Piceno, il 21 agosto del 1982 venne ucciso da Paolo Dongo, un detenuto comune appartenente alla cosiddetta Banda dei Genovesi.
Jacques Berenguer, invece, giocò la strada della semi-infermità mentale ma, nonostante l'intervento di personaggi legati alla loggia massonica P2, come Aldo Semerari, restò comunque in carcere mettendo fine alla propria attività criminale. Venne poi ucciso, nel 1988, nel carcere di Nizza.
La storia del clan non venne mai chiarita fino in fondo, anche a causa di legami mai del tutto trasparenti con alcuni ambienti dell'eversione nera, della massoneria e dei servizi segreti deviati. A oggi restano i documenti derivanti dai processi e l'incrocio tra diverse inchieste che raccontano di connivenze e rapporti che portano fino al 1981, quando fu scoperta la lista degli affiliati alla P2 di Licio Gelli.
Gli arresti che nel 1976 decapitarono il clan decretarono, comunque, la definitiva uscita dalla scena criminale romana dei marsigliesi dando luogo a una vera e propria fine di un'epoca. Un vuoto di potere inaspettato che, da lì a poco, rese possibile l'avvento di una nuova generazione di piccoli boss romani, malavitosi provenienti dai vari quartieri capitolini che, cresciuti con il mito dei gangster francesi, iniziarono a organizzarsi in piccole batterie (nuclei di quattro o cinque elementi dediti al crimine) per il controllo della propria zona d'appartenenza. La successiva unione di alcune di queste batterie diede poi vita a una vera e propria banda per il controllo totale dei traffici illeciti romani conosciuta come Banda della Magliana.

## 2010: ultimo arresto
Il 23 aprile del 2010 la Polizia ferroviaria di Genova, durante un normale controllo, ha arrestato Daniel Nieto, considerato uno dei capi del Clan dei Marsigliesi. I poliziotti avevano notato un geco tatuato sul collo del latitante ormai anziano, accompagnato nei locali della polizia, dopo circa 12 ore di controlli scoprirono la reale identità del soggetto. Nieto era stato condannato a 18 anni di reclusione e rinchiuso nel carcere di Volterra per aver sequestrato Giovanna Amati; dopo circa di 10 anni di reclusione riuscì a sfuggire grazie a un permesso premio, rimanendo latitante fino all'arresto avvenuto a Genova.